# メリトポリの戦い
メリトポリの戦い（メリトポリのたたかい）とは、2022年のロシアによるウクライナ侵攻におけるウクライナ南部攻勢の一環として、ウクライナ南部のザポリージャ州メリトポリ近郊で、ウクライナ軍とロシア連邦軍の間で行われた戦闘である。
ロシア軍は緒戦でメリトポリを占領して兵站拠点としたが、ウクライナは奪還を目指しており、HIMARSなどによりロシア側部隊・施設を長距離攻撃している。

## 戦闘経過
2022年2月25日の午前10時30分（UTC午前8時30分+2）に、ロシア軍がメリトポリに入った。地元の知事オレクサンドル・スタルクによると、砲弾がアパートの建物を襲い、激しい戦闘が起こった。午前10時から11時ごろ、装甲攻撃が発生し、火災が発生し、車両の跡が残り、多くの車が焼けた。非公式の情報筋によると、地元の市議会は砲撃され、カメラ映像のスクリーンショットは、戦車が市のメインストリートに転がっていることを示していた。市の指導部はその日遅くに市を降伏させ、ロシア軍が市を完全に占領した。
メリトポリでは2月25日の夕方まで小規模な戦闘が続いた。
同年12月においてもロシア軍の支配下にある。12月10日、ロシア側はウクライナがメリトポリに対してHIMARSを使用した攻撃を行い、死傷者が出ていることを報じている。